# Stefan Signer

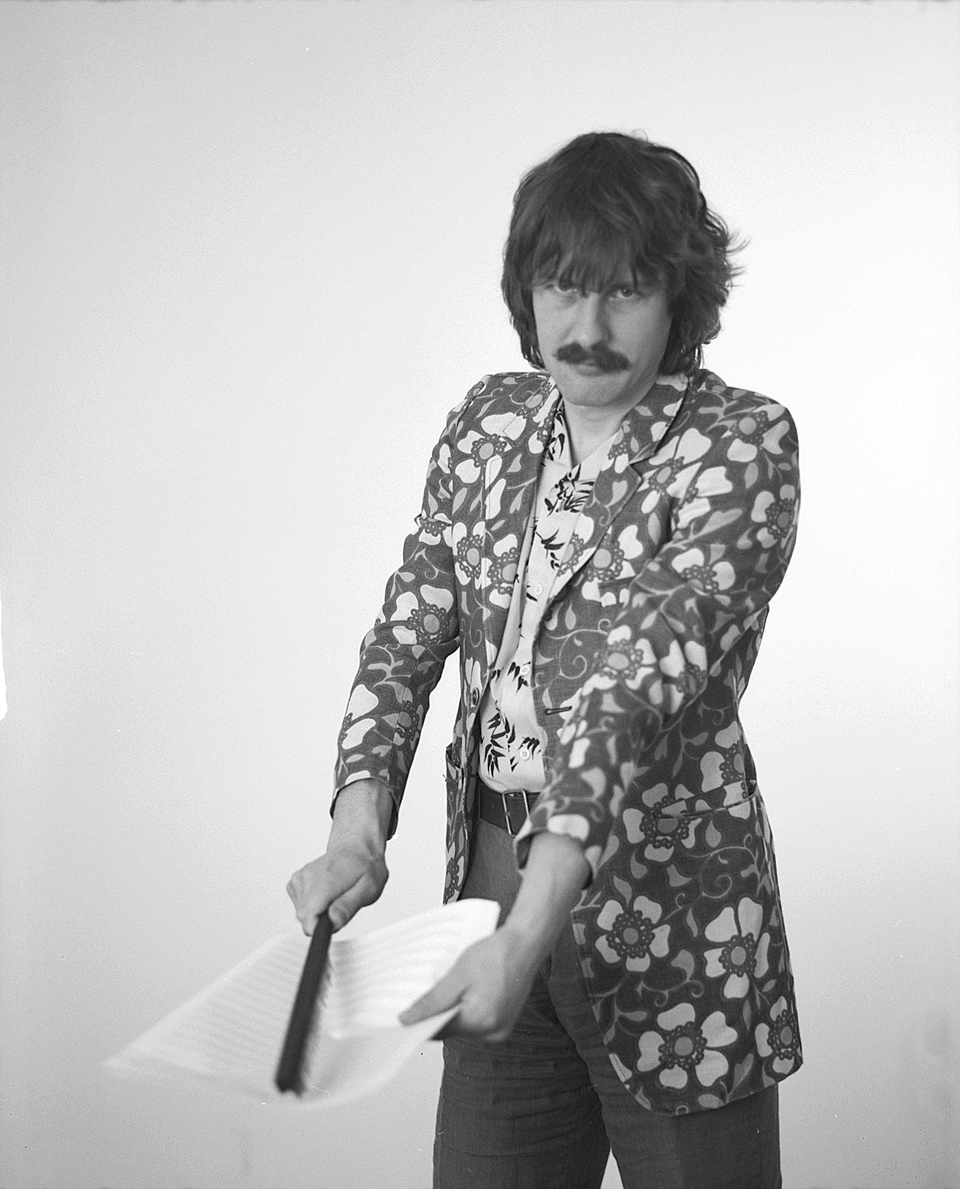
Steff Signer im Hippie-Kittel von 1968 als Leader von Infra Steff's Red Devil Band, 1982

Stefan Signer alias Steff Signer alias Infra Steff (* 23. Januar 1951 in Hundwil, Kanton Appenzell Ausserrhoden) ist ein Schweizer Komponist, Musiker, Schriftsteller und Maler.

## Ausbildung
Signer erhielt ab 1963 Klavierunterricht und Unterweisung im Notensatz und brachte sich ab 1966 mittels eines Grifftabellen-Buches das Gitarrenspielen bei. Auch das Komponieren für Bands im Bereich Rock und Jazz, sowie im Bereich der zeitgenössischen Musik lernte er auf autodidaktischem Weg. Signer versteht sich bis heute als Schüler und ist Anhänger von Learning by Doing; dies unter Anwendung von – wie er es nennt – Discipleen in Music („Discipline“ und „Spleen“).

## Werk
Steff Signers Werk lässt sich in drei prägende Schaffensphasen einteilen: die Bandleader-Jahre von 1966 bis 1986, die Komponisten-Jahre von 1986 bis 1993 und ab 2004 die Schriftsteller-Jahre, in denen er als Komponist, Musiker, Textautor und Maler an die Öffentlichkeit tritt.
Seine früh erwachte Liebe zu aussereuropäischer Musik, besonders der arabischen, führt ihn zur Auseinandersetzung mit Mikrointervallen, die den Rahmen herkömmlicher Tasteninstrumente sprengen. Auf diese frühen Experimente kam Steff Signer ab 2003 wieder zurück, als er sich eine türkische Saz kaufte und diese unter Einbezug von Vierteltönen im europäischen Klangkodex einsetzte, mit der Absicht, das appenzellische Liedgut zu „renovieren“.
In den polytonalen und von häufigen Taktwechseln geprägten Klängen US-amerikanischer Subkulturbands wie Frank Zappas The Mothers of Invention fand Signer gegen Ende der 1960er Jahre erstmals eine anhaltende musikalische Orientierung. Daneben beeinflussen Komponisten wie Igor Strawinsky oder Edgar Varèse sein Schaffen.
1970 begann er als Autodidakt seine Karriere als Rockmusiker und -komponist. Freie Musik, spontane Strassenmusikensembles, der Einsatz von Spielzeuginstrumenten und Alltagsgegenständen in ein dadaistisches Konzept von selbstproklamiert „anderen“ Tönen und das Leben in einer Landkommune prägten die frühen Jahre. Unter dem Namen Infra Steff gründete Signer diverse Ensembles und Bands, über 20 zwischen 1966 und 1986. 1974 spielte er die erste Plattenaufnahme ein. 1977 und 1978 wurde er auf dem jährlich stattfindenden Schweizerischen Jazz & Rock Festival mit dem 1. Preis ausgezeichnet. Parallel dazu befasste sich Steff Signer mit Komponisten der Moderne und erhielt 1980 seinen ersten Kompositionsauftrag für Sinfonieorchester, Rockband und Perkussionsensemble, eine Premiere in der Schweiz.
Seine Rockoper I'm Alive (Text und Libretto: Signer/Müller), 1984 in St. Gallen uraufgeführt, wurde als erste rockmusikalische Produktion der Schweiz von Bund (Pro Helvetia), Kanton und Gemeinde, neben Privaten wie dem Migros-Genossenschafts-Bund oder Camel, finanziell unterstützt. 1987 erschien Signers More Music from the Gas Station mit Kammermusik-Kompositionen. Das Artwork übernahm Cal Schenkel, der während vieler Jahre Frank Zappas visuelle Erscheinung in der Musik gestaltet hat.
Neben seiner kompositorischen Tätigkeit übernahm Signer 1989 bis 1995 das Mandat eines Produzenten der vom Migros-Genossenschafts-Bund lancierten CD-Reihe Musikszene Schweiz. 1990/91 wirkte er im Auftrag der schweizerischen Bundesregierung im Rahmen der Jubiläumsfeier 700 Jahre Eidgenossenschaft als Projektleiter für E-Musik und arbeitete eng mit dem Schweizer Komponisten Rolf Liebermann zusammen. An den Weltmusiktagen der Internationalen Gesellschaft für Neue Musik ISCM 1991 wirkte er an einem Animationskonzept von Emmy Henz-Diémand mit. 1992 wurde seine Kammeroper Später Nachmittag im Paradies von ARBOS – Gesellschaft für Musik und Theater in Klagenfurt (Österreich) uraufgeführt und dann beim Festival Kontraste in Hallein (Österreich), dem Rossini-Opernfestival Rügen in Putbus (Deutschland) und dem Festival Open Opera in St. Gallen gespielt. Der Österreichische Rundfunk ORF machte von dieser Produktion einen Live-Mitschnitt. 1996 entwarf und organisierte Signer für die Ausserrhodische Kulturstiftung das Festival Musik aus den Rhoden und wurde bis 1990 Geschäftsführer des Kammerorchesters Concertino Basel. Das letzte Mandat als Berater und Projektleiter übernahm er 1999 im Auftrag des Schweizer Fernsehens: Signer betreute in diesem Rahmen sein für das Millennium entworfenes Projekt Musik der dritten Art: Vier Generationen von Jazz-Musikern erhielten einen Kompositionsauftrag für Kammerorchester.
Steff Signer arbeitete in der Folge an kammermusikalischen Werken, ehe er für einige Jahre die kompositorische Arbeit ruhen liess. 2003 meldete er sich mit dem kammermusikalischen Stück I go to Turkey zurück. Mit dem Musiker Thomas Züllig entwickelte er 2007 das musikalische Konzept Highmatt, das er 2008 in Buchform und 2014 mit Musik auf CD veröffentlichte.

### Der „stilfreie Raum“ und die „Emanzipation der Instrumente“
Steff Signers Werk, nachdem es in der Kantonsbibliothek Appenzell Ausserrhoden erstmals in den Jahren 2009 bis 2011 ausgebreitet, erfasst, kommentiert und eingeordnet worden ist, inklusive den ab 2004 entstehenden neu-appenzellischen Liedern, umfasst ein paar hundert Kompositionen. Vieles ist fertig ausgearbeitet, aber auch in Entwurfsform oder als digitale Daten, die ab 1988 in den Mac-Programmen Super Studio Session oder Finale entstehen.
Signer bezeichnet sich als Komponisten im „stilfreien Raum“ und propagierte schon 1972 in einem Manifest für die Zukunft die „Emanzipation der Instrumente“; dies vor allem aufgrund der immer wieder angewendeten Polarisation der Stile in U-Musik (Unterhaltung) und E-Musik (Ernst). Als Alternative dazu erfand er in den 1970er Jahren den Begriff F-Musik (Fröhlich).

#### Infra Steff’s Futztz/Marilyn Monroe– 1970 bis 1972
Der Einstieg Signers in den musikalischen Raum manifestierte sich in den Jahren 1970 bis 1972 bereits vielschichtig: Im Stile der akustischen und elektrischen Folklore, des parodierenden Schlagers, der freien Improvisation (Free Jazz / zeitgenössische Klassik), von Sprechtheater, Elektro-Jazz, Rock und Pop. Das alles sind Erscheinungen, noch ohne Konzept. Der provokative Bandname Futztz (Vagina) entstand 1970 in London noch als Fuzz. Er verursachte heftige Kritik und Anfeindungen; Plakate wurden regelmässig entfernt.

#### Infra Steff’s Jazz Futztz– 1973

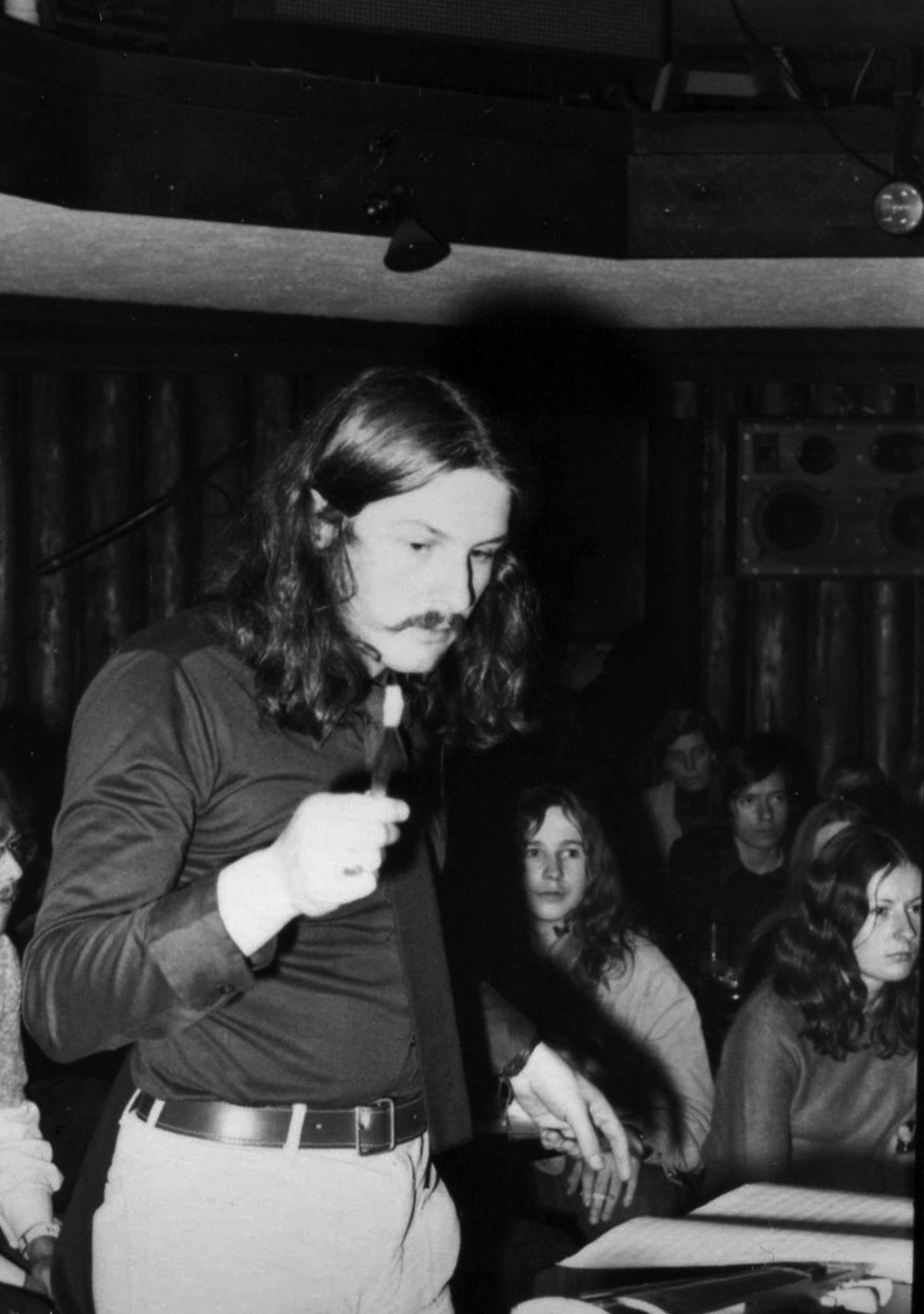
Der Dirigent mit einer Zahnbürste: Steff Signer anlässlich eines Konzerts mit Infra Steff’s Jazz Futztz, 1973

Das Manifest der „Emanzipation der Instrumente“ von 1972 setzte Signer, vom Rock herkommend, erstmals bewusst 1973 mit der Band Infra Steff’s Jazz Futztz in die Tat um, indem er die obligate elektrische Gitarre durch drei Saxophone/Flöten, Barock-Cello und Fagott ersetzte und innerhalb einer Rhythm-Group mit elektrischem Bass, Schlagzeug und Hammond-Orgel zum Einsatz brachte. Das öffnete ihm kompositorischen und klangfarblichen Raum. Das zentrale Stück des Programms ist in 9/8 gesetzt: eine eher unübliche Praxis innerhalb der damaligen Rock- und Jazz-Szene. Auch der Umgang mit der Komposition entspricht dem der klassischen Musik: Signer deklariert Sätze, Variationen, Überwindungen, Einsätze nach Handzeichen. Es gibt ein Intro, ein Thema und ein Grande Finale.

#### Infra Steff’s Grosser Samstag Orchester– 1974/75
Die Kompositionen aus den Jahren 1974 bis anfangs 1975 sind eigentliche „Brocken“: ideenreich, unkonventionell, in kaum eine der gängigen Kategorien einzuteilen. Sie sind streng notiert, meist in ungeraden Metren gehalten, mit vielen Wechseln, nicht nur im Tempo. Die Ausrichtung liegt näher bei der zeitgenössischen Musik als beim Jazz oder Rock. Das Grosser Samstag Orchester war eher ein „Elektrisches Kammer-Ensemble“ denn eine „Band“. Erste Stücke in Collagenform erschienen, bestehend aus lose aneinandergesetzten Teilen in verschiedenen Stilen. Gefidelter Country & Western, der über monströse Klangeskapaden in eine klassische Kadenz für elektrische Violine führt (Fiddler’s Passion), Persiflagen von Schlagern neben Akkorden von Edgar Varèse.

#### Infra Steff’s Red Sandwich Combo– 1975/76
Das pure Gegenteil des Grosser Samstag Orchester war während der Jahre 1975 und 1976 die Red Sandwich Combo: als müssten die Grundlagen und Voraussetzungen einer ganz normalen Rockband und ihrer Einsatzmöglichkeiten erforscht werden. Auch bei der Red Sandwich Combo entsprachen Struktur und Aufbau der Songs nicht einem gängigen Klischee. Es gibt zu viele abrupte Wechsel, Sprechchöre sprengen den Rahmen der tanzbaren Konventionen dieses Milieus. Das Fagott-Intro aus Le sacre du printemps von Igor Strawinsky erscheint in „röhriger Ausführung“ in einer Improvisation des englischen Altosaxophonisten Alan Solomon in Igor’s Beach Party.

#### Holy-Days in San Parucho– 1976
Die „Emanzipation der Instrumente“ in Kombination mit dem „stilfreien Raum“ war 1976 auch die Grundlage für den Konzeptentwurf Holy-Days in San Parucho. Im Mittelpunkt stehen Geschichten und Abenteuer einer Twist/Surf Band, The Roaring Xylophones, die sich nur während eines Sommers trifft und in Ant Bear Muller’s Garage probt. Neben den milieugetreuen „3-Minuten-Songs, welche die Existenz der 3-Minuten-Wahrheit beweisen, die ihrerseits Teil der 3-Minuten-Doktrin sind, die durch die 3-Minuten-Politik ausgeführt wird, was schlussendlich in den 3-Minuten-Krieg“ führen kann, finden sich im Repertoire Zwölftonmusik-Bearbeitungen eines Anton Webern, darunter das Lied der Lulu von Alban Berg oder das Fagott-Solo am Anfang von Le sacre du printemps von Igor Strawinsky. Das ist Signers Wunschvorstellung einer Rockband.

#### Infra Steff’s Red Devil Band– 1976 bis 1982
Auch in seinen sieben Red Devil Bands lässt sich Signers Absicht, mit kammermusikalischer zeitgenössischer Klassik den Rahmen von Rock/Pop zu sprengen, nachzeichnen. So setzt er den Titelsong von I Ain’t Gonna Work No More at the Gas Station in Variationen: die Gas Station Reprise für ein Trio von Bläsern mit Marimba und Drums, die Vocal Variations a cappella und die Instrumental Variations in Anwendung des Multitrackverfahrens mit vielzähligem Instrumentarium, 30 an der Zahl, durch die verschiedenen Bandgeschwindigkeiten im Aufnahmeprozess die Klangaussage verändernd.
Auf der LP Average, Sized An’ Empty wird das Eröffnungsstück Tympanum Destroyer Opening als eine Art kleines Hörspiel inszeniert, untermalt mit Bläsermusik und viel Perkussion im Stile von Edgar Varèse. Das kleine Orchester wurde erneut mit grossem Aufwand im Multitrackverfahren aufgenommen. Das Stück Wise up an Suck Gas ist in seinem Ausdruck kammermusikalisch, und das vokale Titelstück Average erhält eine zusätzliche instrumentale Auslegung.

#### Orchestral Snack Music– 1980
Ganz aus dem Vollen schöpfte Signer 1980 in der Zusammenarbeit mit dem Sinfonie-Orchester St. Gallen. In dieser Zusammenarbeit wandte Signer den Grundsatz der „Emanzipation der Instrumente“ vollumfänglich an und verwob die Klangkörper in einem musikalischen Spinnennetz.
Die eigens für diese Aufführungen im Auftrag des St. Galler Konzertvereins komponierte und konzipierte Orchestral Snack Music (OSM) kann als Suite bezeichnet werden. Sie ist lose zusammengesetzt und besteht aus elf mehr oder weniger abgeschlossenen Titeln, Sätzen oder Einzelstücken – sogenannten „Tableaux“.

#### Infrasteff1983/84 undSuzy Wong Hotel– 1985/86
In den auf Mainstream ausgerichteten Repertoires von Infrasteff (1983/84) und Suzy Wong Hotel (1985/86) fehlen die gewohnten Absonderlichkeiten fast gänzlich: kaum ungerade Metren kommen vor, keine Kompositionen im stilfreien Raum und kaum Einflüsse aus den Stilen ausserhalb des kommerziellen Pop.

#### Komponisten-Jahre ab 1986
Nach Jahren des Umganges mit elektrischen Instrumenten setzte Signer 1986 den Fokus auf akustische Instrumente. So erwecken die oft komplexen Kompositionen jener Zeit den Eindruck, weniger im „stilfreien Raum“ angesiedelt zu sein, sondern mehr in der zeitgenössischen Klassik. Tatsächlich erfüllen viele der Kompositionen, die aufgenommen und/oder aufgeführt werden, diese Merkmale eindeutig, auch wenn die Rahmenthematik nicht der Tradition entspricht, sondern aus zeitaktuellen Themen, oft aus dem Magazin Der Spiegel, geschöpft ist.

##### Super Studio SessionundFinaleab 1988
Ab 1988, dank dem Einsatz der Applikation Super Studio Session auf seinem Macintosh SE/30, kann Signer seinen Vorstellungen vom „stilfreien Raum“ erstmals computertechnisch Gestalt verleihen – oder mindestens Annäherungen daran vornehmen. Die Software ist in der Anzahl der zur Verfügung stehenden Notensysteme limitiert; der Einsatz ungerader Metren oder anspruchsvoller Notenwerte ist kompliziert.
Anstelle von The Roaring Xylophones aus den Parucho-Files von 1976 tritt die virtuelle Band Steve & the Europeans. Signer liest rockfremde Inhalte in den Computer ein. So entstehen kleine, harmlose Songs und daneben Extraktionen in ungeraden Metren bis hin zu komplexen oder verschachtelten Notenwerten.
Ein Beispiel ist Bar-B-Q with Oliver North, das dem kommerziellen Radio und der Musik-Presse gewidmet ist. Das Stück basiert auf stereotypen kleinen Kompositionen, die in den 1960er Jahren populär sind (Ghostriders in the Sky von The Shadows oder Telstar von The Tornados, Early Bird von André Brasseur) sowie anderen billigen musikalischen Glorifikationen der damaligen technischen Erfindungen. Es war die Ära des Kalten Krieges und die Ära des Raumfahrtheldentums. Tausende kleiner Twist-Combos, Surf-Bands oder Beat-Gruppen fanden eine wahrhaft geniale Formel, um den politischen, sozialen und technischen Nachkriegszeitgeist zu reflektieren: den dreiminütigen Instrumentaltitel zum Tanzen und Sich-besser-Fühlen als die anderen hinter dem Eisernen Vorhang.

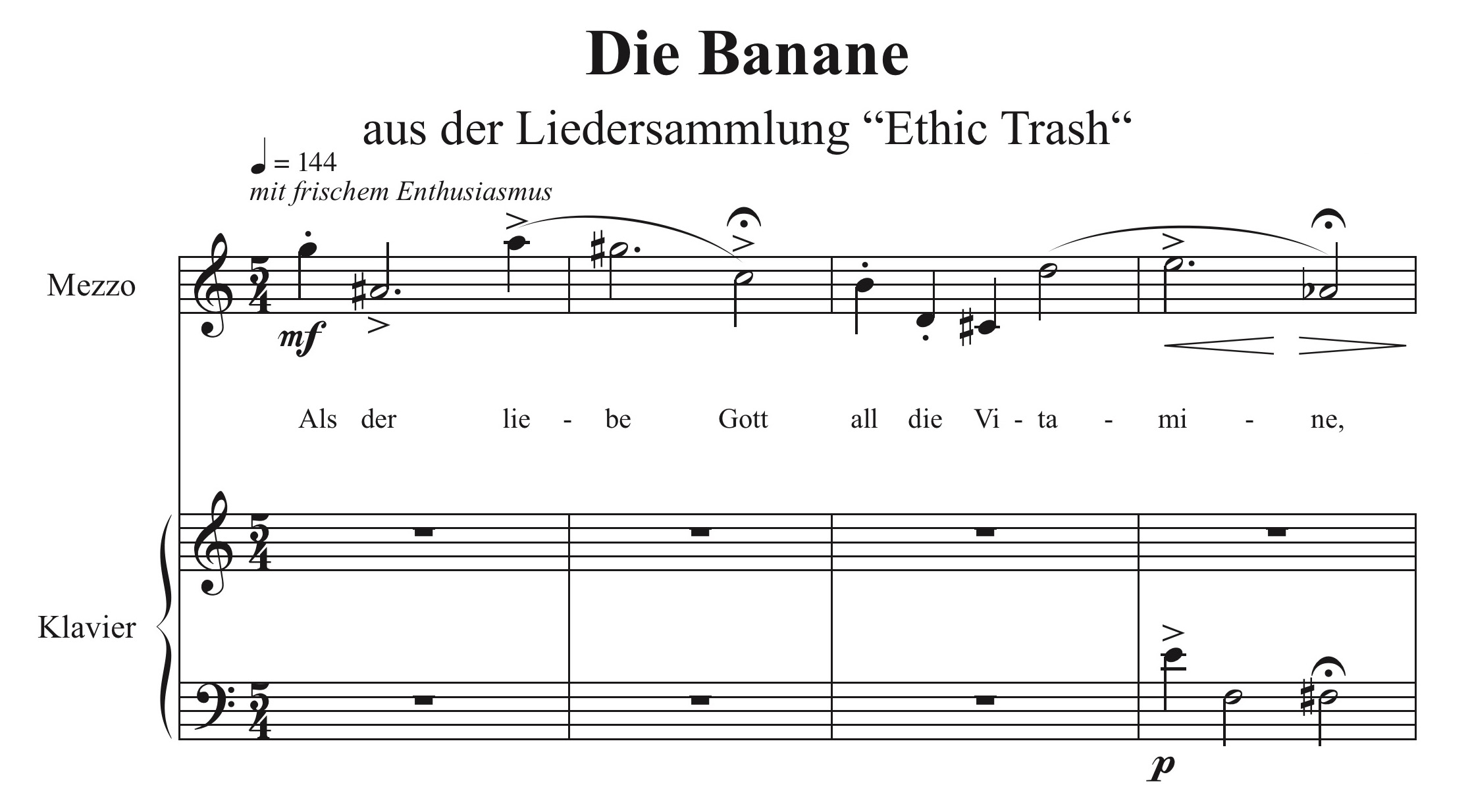
Auszug aus der Partitur Die Banane aus der 12-Ton-Liedersammlung Ethic Trash für Mezzosopran und Klavier, die 1987 mit Texten aus Werbeinseraten entstanden ist

Ein weiteres Beispiel ist das in gleicher Besetzung eingelesene, den Rahmen für eine solche Besetzung jedoch sprengende Stück I'm on a Diet. Als „eine um und um verdrehte Sache“, bezeichnet Signer diese Komposition, die sich auf die 12-Ton-Lied-Komposition Diätmargarine aus seiner Sammlung Ethic Trash bezieht. Anstelle der Kammerensemble-Instrumentation baut Signer das Arrangement um diese Post-Twist-Combo herum.
Mit der Applikation Finale ab 2010 kommt Signer seinen Vorstellungen vom „stilfreien Raum“ näher denn je. Jetzt sind die technischen Voraussetzungen auch besser denn je. Finale beherrscht alle gängigen Aufgaben des klassischen Notensatzes, hat unendlich viele Notensysteme verfügbar, kennt kaum Einschränkungen und ermöglicht den Zugriff auf eine grosse Soundbibliothek für die Wiedergabe.
Von diesem Zeitpunkt an entsteht sehr viel Material im „stilfreien Raum“: Überarbeitungen, Ergänzungen, Fertigstellungen von Entwürfen und auch komplett Neues – meist innerhalb von Signers Vorstellung eines „elektrischen Kammerorchesters“, bestehend aus Holz- und Blechbläsern, Piano, einer unterschiedlichen Anzahl von Perkussionisten, vor allem Marimba, Vibraphon und Röhrenglocken, elektrischem Bass und Schlagzeug.
Signer nimmt den Faden zu San Parucho wieder auf und bearbeitet Op. 5, Fünf Sätze für Streichquartett (1909) von Anton Webern für Two Cheap Organs, Baritonsax and Percussion und lässt so Homeless Beefeaters entstehen.
Eine Sammlung der besonderen Art entstand 2011 im Doc Steff File. 23 Jahre nach dem Erscheinen von More Music from the Gas Station nimmt Signer erneut Bezug auf die kleine Tankstelle auf Edward Hoppers Bild Gas. Das Szenarium: Doc Steff alias der 60-jährige Infra Steff sitzt im Tankstellengebäude. Am Rande der Zivilisation tüftelt er im Gas Station Studio an seiner Musik herum. Er nimmt Themen und Songtexte aus der Vergangenheit auf und setzt sie rezitierend in die Ruhe und Gelassenheit des Alters, jenseits von Druck und Dichte, die ihn als Endzwanziger vorwärtsgetrieben hatten. Im Computerprogramm Audacity versetzt er diese Rezitationen mit musikalischen Zitaten und Einspielungen der letzten Jahrzehnte, und so erscheinen manchmal bis zu fünf verschiedene Zeitebenen im neuen Jetzt. Solche Variationen oder Miniaturen – sie dauern 30 bis 90 Sekunden – erfüllen den Umstand eines musikalischen Stilllebens.
Die Summe all dieser Ausführungen landet in Steff Signers Mars Music Archiv – einer Sammlung für Musik, „die von weither stammt“.

##### Mouldy Figs– 1993
In einer dreiteiligen Collage vernetzt und verspinnt Signer Aufnahmen aus den Jahren 1970 bis 1980. In wochenlanger Arbeit schnitt er mit einer Rasierklinge Schnipsel und klebte sie neu zusammen: Orchester- und Bandfragmente, aber auch Aussprüche oder im Studio nachträglich verfremdete Spielzeug- und richtige Instrumente aus seiner Zeit in der Kommune im Jahr 1971. Publiziertes Ergebnis ist die CD Mouldy Figs.

##### Piano Concert Nr. 1– 1993
Eine neue Stilform von Musik erschliesst sich im elektronischen Piano Concert Nr. 1, gefertigt auf Signers Macintosh SE/30. Die Klavierstimme kommt „powerful“, wie im Rock, daher. Die Melodien, vorher direkt vom Keyboard auf den Computer übertragen, wo sie bearbeitet werden, sind repetitiv. Als Begleitinstrumente verwendet Signer Harfe und Perkussions-Instrumente, teilweise in elektronisch verfremdeter Ausführung. Mit dieser brachialen, archaisch anmutenden Ausführung beschreibt er Konfliktschauplätze der frühen 1990er Jahre. Jeder Satz trägt den Namen eines solchen Schauplatzes, darunter Downtown Sarajevo oder Berlin Kreuzberg.

##### Musik aus dem Kalten Krieg– 1992
Eine weitere Auslegung des „stilfreien Raumes“ entstand 1992 im Exposé Musik aus dem Kalten Krieg mit der Gegenüberstellung und Charakterisierung der „Stämme der U-Musik“ und der „Stämme der E-Musik“, miteinander konfrontiert auf der gleichen Bühne, in Texten markant, witzig und kulturkritisch beschrieben.
Signer reagiert darin auf die „Klassik-Szene“ in der Schweiz, in der er keine Anknüpfungspunkte findet, sich isoliert erlebt und oft negative Resonanz empfindet, die er dem Umstand zuschreibt, dass er als Rockkomponist ohne Ausbildung sich anmasse, zeitgenössische Musik zu schreiben.

#### Folgejahre ab 1992
Eine Abwendung vom Komponieren gab es nie, aber zuerst eine Verringerung, dann eine Auszeit und schliesslich eine Neuorientierung. Signer bezeichnet die Jahre zwischen 1993 und 2003 als „Trauer- und Schattenjahre“.
Mit dem Projekt I go to Turkey, einem Bühnenwerk, in dem Signer mit der türkischen Saz als Sprecher auftritt und drei klassische Musiker mit drei kurdischen vereint, war er 2003 im mediterranen Restaurant Limon in St. Gallen 2003 erstmals wieder an der Öffentlichkeit präsent.
Ab 2004 komponiert Steff Signer fast ausschliesslich neue Appenzeller Musik. Auf der Grundlage der Saz versucht er in Aussage und Tiefe den Rahmen der wortkargen appenzellischen Tradition zu brechen. Er sucht stilfreie Räume in einem Kontext, der solches nicht vorsieht. Diese Arbeiten, sowohl in Text- als auch in musikalischer Form, erscheinen 2008 im Buch Highmatt und 2014 auf einer gleichnamigen CD.

#### Highmatt– 2008 bis 2014

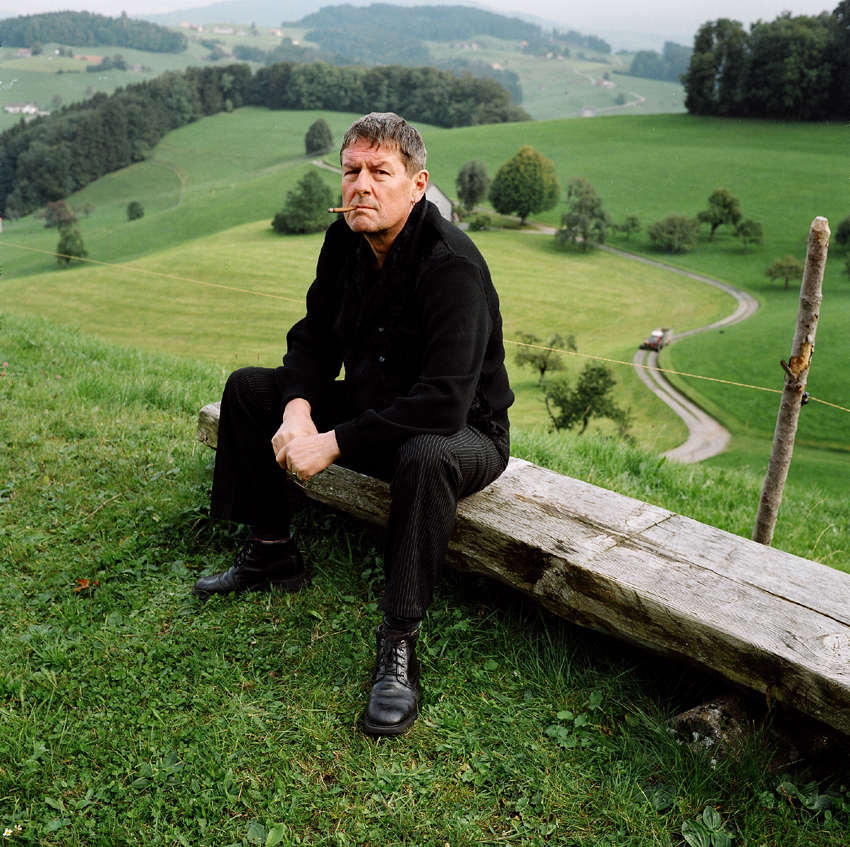
Highmatt-Dichter Steff Signer, 2008

Das Buch trägt den Untertitel Allerlei schräge Geschichten, Traktate, Seelenprotokolle, Sprüche und Lieder aus dem Hinterland und meint damit Steff Signers persönliche Heimat im Appenzeller Hinterland, in dessen Epizentrum die Sägerei in Hundwil steht.
Mit Highmatt schliesst sich somit ein Kreis, der 1970 mit Infra Steff’s Futztz seinen Anfang im neu-appenzellischen Lied fand und in den Folgejahren unter dem Motto Discipleen in Music (abgeleitet von „Disziplin“ und „Spleen“) in jahrzehntelanger Arbeit durch verschiedenste Stilarten führte.

### Inspiration
„Die Inspiration ist das Öl im Feuer zur Musik“, sagt Steff Signer. Und diese Inspiration ist in den Jahren 1970 bis 1972 alles andere als fokussiert. Sie schiesst durch verschiedene Kanäle an die Oberfläche. Zum einen sind es die Eindrücke eines alternativen Lebens in einer Bauernhaus-Kommune, zum anderen die Überwindung der Eindrücke aus der Jugend, die ihn beschäftigen.
Die Lieder für die Band Infra Steff’s Futztz in der Besetzung Violine, Gitarre, Bass und Schlagzeug sind im Dialekt des Appenzellerlandes verfasst. Sie könnten als neu-appenzellische Volkslieder bezeichnet werden. In dieser Zeit war es noch ungewöhnlich, in der Schweiz in Dialekt zu singen. Der populärste und bekannteste Schweizer Mundartrocksänger Polo Hofer gründete erst 1971 seine Band Rumpelstilz.
Andere Kompositionen aus dieser frühen Schaffensphase thematisieren die seichte Unterhaltungsmusik und die dazu passende Mentalität des Umfelds seiner Jugendjahre. Anstelle von direkter Kritik an die Adresse von Moral und Philosophie der von seiner Generation als oberflächlich und prüde empfundenen 1960er Jahre bevorzugt Signer das Medium der reflektierten Übertreibung in Form von Schlager-Persiflagen. Erstmals tauchen von Steff Signer durchkomponierte, regelmässig mit Partituren versehene Kompositionen auf. Solche „verarschende“ Parodien sind in Signers Bandrepertoire bis 1980 präsent.
Bis und mit dem Grosser Samstag Orchester – einer Band mit bis zu 18 Musikern, wohl die erste Electric Big Band der Schweiz, die weder explizit Rock noch Jazz spielt – karikiert Signer Klischees der Popmusik genauso wie das Virtuosentum und Benehmen klassischer Interpreten und Showstars. Zwischenzeitlich aufwändig multimedial orientiert, integriert Signer auch Theatralisches, Chorgesang, Jazz, moderne Kammermusik und Tanz.
Neu als Inspiration tauchen musikalische Inhalte des frühen 20. Jahrhunderts auf, vor allem auf den Komponisten Edgar Varèse bezogen, den Signer 1974 in seiner Komposition Varèse zitiert, indem er den Beginn von dessen Stück Arcana umkehrt. Darauf baut Signer dissonante Akkorde im Stile von Varèse auf.
In den Arbeiten mit dem Grosser Samstag Orchester erscheinen erstmals komplexe Taktzahlen und metrische Verschiebungen, Geräuschfarben und seltsame harmonische Fortschreibungen. Solche manchmal bizarren Themen oder abrupte Tempowechsel lassen sich auf eine Beeinflussung durch Igor Strawinsky zurückführen.

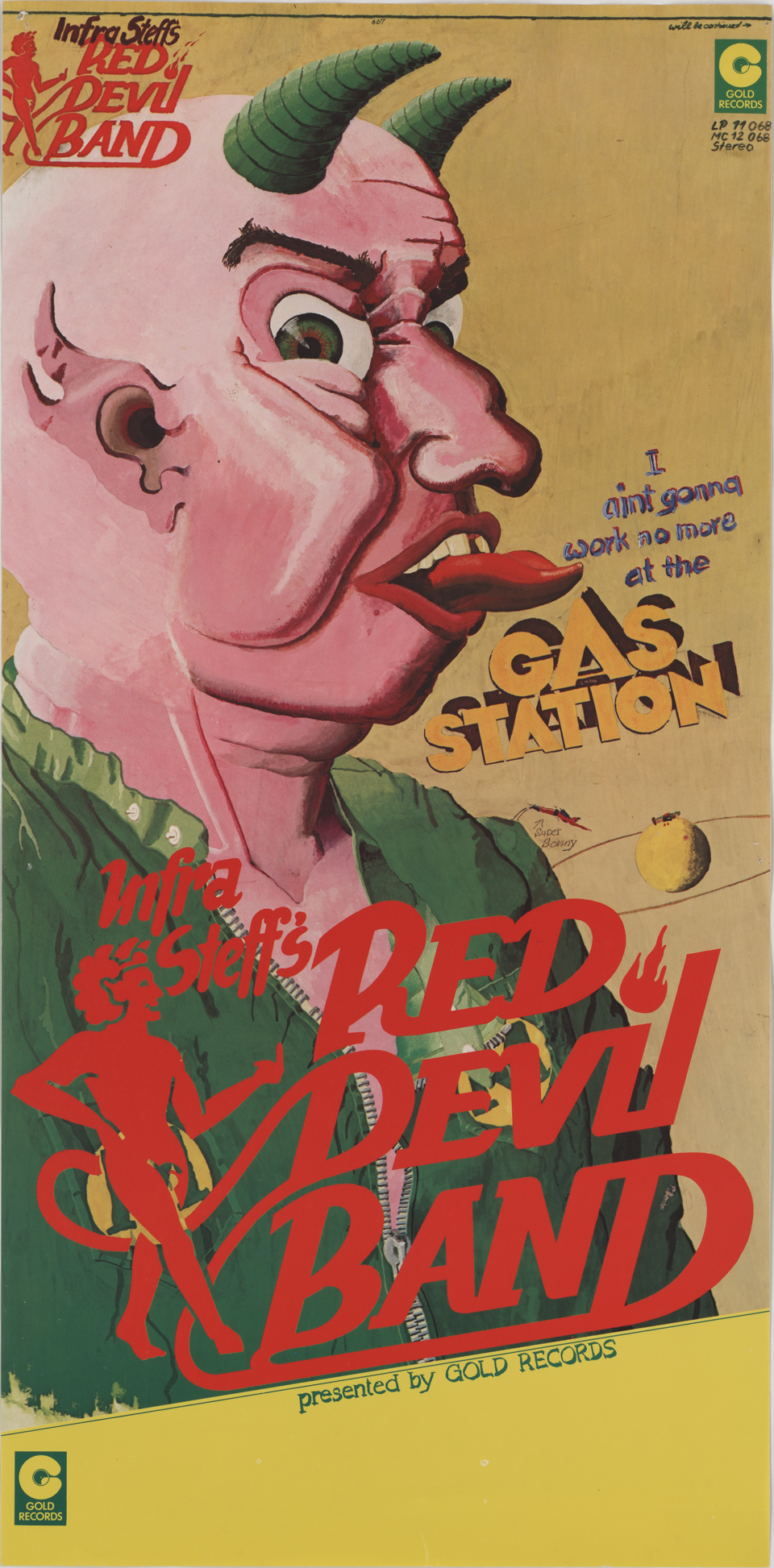
Tour- und LP-Plakat von I Ain’t Gonna Work No More at the Gas Station mit Infra Steff’s Red Devil Band, 1979

1975 entstand die wegweisende Komposition I Ain’t Gonna Work No More at the Gas Station. Es ist die Geburtsstunde der während Jahrzehnten dauernden konzeptionellen Auseinandersetzung Steff Signers mit dem Thema Gas Station (Tankstelle). Die Gas Station bildet die Urmasse für seine philosophischen, musikalischen wie grafischen Arbeiten. 1975 beginnt diese Ära mit der Erfindung eines Songs. 1979 erscheint das Album I Ain't Gonna Work No More at the Gas Station und 1987 die kammermusikalische Sammlung More Music from the Gas Station. Aus dem Gas Station-Thema lassen sich unzählige Variationen in verschiedensten Instrumentationen, Stilen und Aufführungen ableiten. Alleine auf der LP I Ain't Gonna Work No More at the Gas Station zieht sich das Motto als konzeptioneller roter Faden durch vier Titel: Gas Station Main Theme, Gas Station Reprise, Gas Station Vocal Variation und Gas Station Instrumental Variations, das seinerseits wiederum innerhalb von Orchestral Snack Music als Xylophonic Gas Station erscheint. Das Main Theme ist als Orchestral Gas Station umgesetzt und erinnert in Pomp und Instrumentation an die letzten Takte von Igor Strawinskys Feuervogel. Zusammen mit der Gas Station wird der Geist von billigen Imbissbuden, Grills, Diners, Liquor Stores, also der gesamte amerikanische Lebensstil in „Cheapness“ und Oberflächlichkeit, von Signer in einen Kult- oder Kunststatus gesetzt. Die triste Endzeitstimmung verlorener Seelen in käsig-billiger Umgebung hat Steff Signer in seinem Werk immer wieder thematisiert.
Ab 1986 weitet sich Signers Horizont für Inspirationsquellen aus. So vertont er zunehmend Lebensstationen von Menschen: 1987 in Meyer Lansky – 1947 die des US-amerikanischen Mafia-Zahlmeisters Meyer Lansky oder 1993 in den Solostücken The Man and the Secrets die Biografie des legendären US-Top-Polizisten J. Edgar Hoover. Aber auch aktuelle Artikel aus Magazinen – etwa aus dem Spiegel oder Stern – bilden die Grundlage für Kompositionen. 1987 entsteht die 12-Ton-Liedersammlung Ethic Trash mit Texten aus Werbeinseraten. Nothing Without Fear, eine elektronische Komposition, basiert auf einem Spiegel-Bericht über Aids. Und die Oper Später Nachmittag im Paradies findet die Inspiration in einer gleichnamigen Reportage von Evelyn Holst im Stern. Der Salzburger Schriftsteller Walter Müller schreibt 1991 das Libretto dazu.
Weiter thematisiert Signer das Abhandenkommen echter Gefühle und Rituale, die sich nur noch in Ersatzhandlungen finden. Ethic Trash behandelt „das Phänomen der artifiziellen Probleme“, mit denen sich der Mensch in der westlichen Hemisphäre seit der Spätzeit des 20. Jahrhunderts immer schwerer tut. Mit Hilfe eines Librettos, das sich aus Zitaten und Passagen – gefunden in und entnommen aus deutschen Magazinen – zusammensetzt, werden Szenen aus dem Leben einer jungen Frau gezeigt. Es sind kurzlebige, lose aneinandergereihte Bilder; ständig unterbrochen durch ergänzende Filmsequenzen.
Auch literarische Texte finden Eingang in Signers Musik. Diet Pepsi & Nacho Cheese (1991) für Sopran und Piano liegt ein Text von nila northSun zugrunde. Die Liedersammlung Dakota Days enthält Texte aus der Lyrik-Anthologie Stechäpfel mit Gedichten von Frauen aus drei Jahrtausenden.
Eine radikal andere Erscheinungsform der Inspiration tritt ab 2004 in den Vordergrund. Signer ändert seine Lebensform: ab dato steht nicht mehr die Betrachtung von äusseren Erscheinungen im Mittelpunkt, sondern die eigene Befindlichkeit, die eigene Seele. So entstehen schriftliche und musikalische Seelenprotokolle, wie Signer sie nennt, ähnlich den Abhandlungen und dem Ausdruck im Blues.

### Musikalischer Ausdruck
Steff Signer bezeichnet sich als Anhänger der Idiosynkrasie in der Musik. Er zeigte und zeigt durchwegs ein von der Gruppe oder von Gruppen abweichendes, individuelles Verhalten und eine Affinität zu abnormen Wesenseigenheiten der Musik. „Idiosynkratisch“ bei Signer bezieht sich auf seinen Umgang mit und sein Aufführungs- und Anwendungsverständnis von Musik, bei dem dieser mehr oder weniger fernliegende oder eigensinnige Bedeutungen zugeordnet werden.
Zu seinem Kompositionsstil respektive seiner Kompositionstechnik sagt Signer: „Die klassische Musik, reduziert ausgedrückt, ist Formel-Musik. Ich benutze eigene Regeln für das Komponieren, und wie es so ist, lassen sich selbst erfundene Regeln in einem bestehenden Regelwerk, das auf Tradition fusst, nur schwer durchsetzen. Meine beliebtesten kompositorischen Anwendungen, nach denen eine Idee, ein Motiv, entstanden ist, bilden die Extension, die Ausdehnung, Ausweitung, die Juxtaposition, die Schaffung einer „engen Nachbarschaft“, die Alteration, eine chromatische Veränderung, die Derivation, eine Ableitung zur Bildung einer neuen Klangaussage, und schliesslich die Variation, die melodische, harmonische, rhythmische oder dynamische Veränderung eines Themas. Mit der Dodekaphonie, der 12-Ton-Technik, verwende ich auch konventionelle Kompositionsmethoden.“

#### Takt und Rhythmus

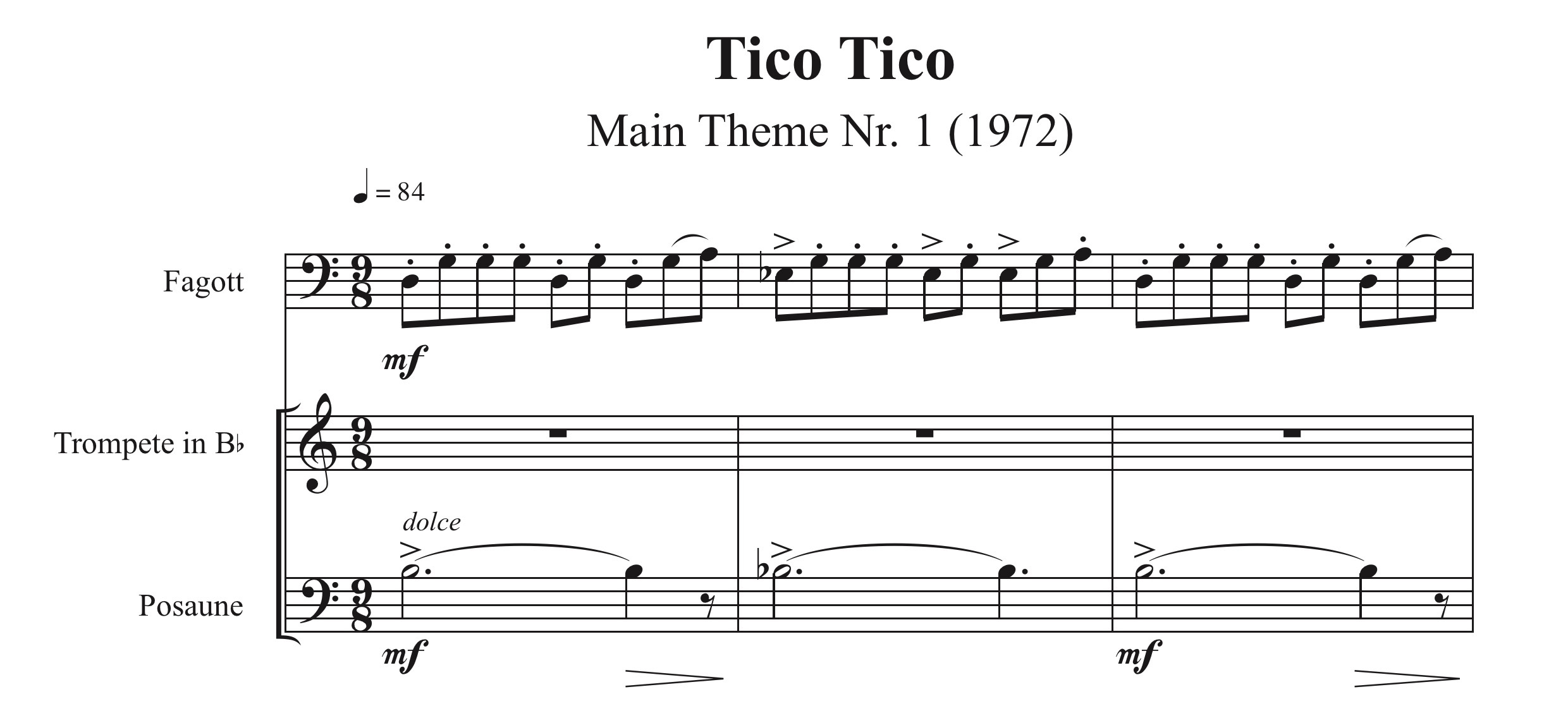
Tico Tico Le Thema für Fagott, Trompete und Posaune oder Wind-Quintett aus dem Jahr 1972

Auffällig in Signers Kompositionen 1973 bis 1975 und ab 1986 ist die Metrik, die oftmalige Verwendung unterschiedlicher Taktarten, die auch häufig innerhalb eines Stückes wechseln. Vor allem ungebräuchlichere ungerade Taktarten sind für Signer in dieser Zeit charakteristisch. Dazu gehören unter anderem der 3/8-, der 5/8- und der 7/8-Takt. Signer entnimmt solche Taktarten den Komponisten der klassischen Moderne, allen voran Igor Strawinsky. Schon 1972, mit einer ersten Präsentation von Stücken in der Post-Hippie-Ära, setzt er das Hauptstück Tico-Tico Le Theme in 9/8 (4-2-3).
Im Grosser Samstag Orchester tritt neben dem 4/4-Takt, der hauptsächlich in rock- oder jazzbetonten Soli, aber nur selten Anwendung findet, auch der 10/8-Takt, der aufgrund seiner 3-3-2-2 Polarisation Spannung erzeugt, als Austragungsort für Soli in Erscheinung.
In den Jahren 1976 bis 1986 setzte Signer ungerade Taktarten eher sparsam ein, weniger aus kompositorischen Gründen, eher aus pragmatischen, weil viele seiner Musiker sich nur schwer darin einleben können, und so setzt er die kompositorische Substanz anders ein.
1978 wurde die Gas Station Reprise aufgenommen. Signer schrieb das Stück in Kammerbesetzung für Altosax, Trompete, Bassposaune, Perkussion und Schlagzeug, ein kurzes Stück, aber in ungeraden Metren, fast nach jedem Takt wechselnd.
Die kammermusikalischen Stücke, die ab 1986 im Vordergrund stehen, sind mehrheitlich in ungeraden Metren geschrieben. Oft steht die Rhythmik im Zentrum. Jetzt werden vermehrt neben Triolen oder Quintolen auch Septolen oder komplexere rhythmische Strukturen eingesetzt, beispielsweise ein 10/16- über einem 3/4-Takt oder ein 9/8- über einem 3/4-, um kurz darauf die Melodie in einem 7/8- über einem 2/4-Takt erscheinen zu lassen. Durch solche nested tuplets, verschachtelte Notenwerte, entstehen Tonverkürzungs- oder Tonverlängerungs-Konflikte, die unerwartete Effekte hervorrufen können. Dabei bleibt das Tempo, also die Anzahl der Grundschläge pro Minute, gleich. Solche Anwendungen finden sich beispielsweise in Agrochemical Exercises #1+2. Polyrhythmische Anwendungen – die Überlagerung mehrerer verschiedener Rhythmen in einem mehrstimmigen Stück – finden sich in The Grand Chinee Opening von 1989: Im Bass ist das 5/8-6/8-Motiv als Ostinato zu hören; darüber, polytonal angelegt im 4/4-Takt, gibt es eine zusätzliche Melodielinie, die sich nach fünf Takten wiederholt. Jeder Durchgang wird variiert, ergänzt und neu aufgebaut. Als Vorbild dient Maurice Ravels Bolero.

#### Melodie
Die Melodie geniesst in Signers Werk grosse Wertschätzung und Aufmerksamkeit. Neben einem arttypischen Shout Style mit Blues-Notes tauchen immer und überall gesetzte Melodiebögen auf, oft auch im Unterschied zu in der Rockmusik üblichen Verteilungen von Tonabfolgen. In einer an den Jazz angelehnten Einteilung der Intervalle wird der Terz als primärer Konsonanz ein besonderer Wohlklang zugeschrieben, während die grosse Septime als Dissonanz gewertet wird. Die Quarte wird beispielsweise in ihrer Wirkung als differierend beschrieben.
Signers Anwendung von Tonreihenfolgen ausserhalb dieser Doktrin – vor allem in instrumentalen Stücken – zeigen eine eigene Bandbreite und sind charakteristisches Stilelement seiner Musik. Nicht zuletzt deshalb wird er als „Schüler von Zappa“ bezeichnet.

#### Harmonik
Die von Signer verwendeten harmonischen Systeme und Verbindungen sind in den Bandjahren insgesamt betrachtet eher konventionell, was nicht ausschliesst, dass im Einzelnen immer wieder Spannung erzeugende und Kontrast schaffende Modulationen und Anwendungen zu finden sind.
Anders sieht es in seinen kammermusikalischen Kompositionen aus, die meist dissonant, atonal oder 12-tonal gehalten sind, versetzt mit komplexen Taktzahlen und metrischen Verschiebungen, Geräuschfarben und seltsamen harmonischen Fortschreibungen. Das Primat der Klangfarbe gegenüber der Tonlage sind Kennzeichen von Edgar Varèses Schaffen. Aber auch Igor Strawinskys antipuristische, materialreiche und konstruktive Auffassung im Kopf und der Wille, diese in die aktuelle musikalische Gesamtszene umzusetzen, stecken dahinter.

#### Collagen
Die Anzahl von Collagen, die live aufgeführt werden, ist von geringerer Zahl als diejenigen, die im Studio oder am Computer entstanden sind. Erwähnenswert ist Fiddler’s Passion, das mit dem Grosser Samstag Orchester 1974/75 aufgeführt wird.
Liquor Store Music (LSM) hat Medley-Charakter und setzt sich aus einer Aneinanderreihung verschiedener Motive einzelner Kurzkompositionen oder nie zu Ende geschriebener Stücke zusammen. Prinzipiell gibt es zu jeder der aufgezählten Formationen ein speziell angefertigtes Arrangement von Liquor Store Music, dies aufgrund der Verschiedenartigkeit der Besetzungen und des aktuellen Gebrauchs der Kompositionen. Oft werden die Grenzen des Aufnahme-Studios aufgrund der vielen aufeinanderfolgenden Überspielungen erreicht.
Bei der CD Mouldy Figs (1992/93) wendet Signer die collagenhafte Kompositionstechnik an, bei der er Stücke, die zwischen 1970 und 1980 aufgenommen, aber nie veröffentlicht worden sind, in wochenlanger Detailarbeit mit musikalischen Schnipseln, Geräuschen oder Gesprächs-Material durchsetzt.
Collagen anderen Charakters entstanden 2010/11 in Form von Miniaturen, die Signer als „musikalische Stillleben“ bezeichnet. So variiert und reduziert er beispielsweise den Mittelteil, die „Bridge“, seines Schlüsselstücks I Ain’t Gonna Work No More at the Gas Station. Mit der Rezitation des Textes und einem Blick auf die Zeit, als er entstand, entsteht so das in sich abgeschlossene, nur 53 Sekunden lang dauernde Fresh Mountain Air Oracle.
Fresh Mountain Air Oracle
fresh mountain air‚ stead of car coughing fume
warm sandy breeze, stead of car coughing fume
fitfty-five insufficient trustful young rats
chasing through a nation full of dead sea cats
happened as far back as June 1976
when the weather was hot and the girls’ hearts cold
the volcanos were sleeping and the rivers could not wash the rice away
Bei der Aufnahme der Stimme verändert Signer dauernd den „Pitch“, die Tonhöhe der sonoren und ruhigen Stimme, von tiefem Bass bis in den „Mickey Mouse“-Bereich, und untermalt dies mit Perkussions-Fragmenten aus einer anderen Zeit. In Fresh Mountain Air – An Orchestral Manoeuvre setzt er das ursprünglich Rock-Riff orchestral variiert um (1:19).
Ein anderes Stillleben entstand aus der Refrain-Zeile Hey-a-ho My Mission Will Be Spread through the Charts im parodistisch angelegten Country & Western-Schlussteil von I Ain’t Gonna Work No More at the Gas Station. In My Mission Mantra (0:27) collagiert Signer verschiedene Zeitebenen. Zum rezitierten Text blendet er die Mezzosopranistin Hedwig Fassbender ein, die 1987 Trust me singt, ein Hoo-Bla des Rocksängers Pino Buoro von 1975 und schliesslich eine elektronisch verfremdete Spielzeugrassel aus dem Jahr 1972.
Mit diesen luftigen musikalischen Experimenten drückt Signer seine Ruhe, Gelassenheit und den Raum des Alters gegenüber dem Druck und der Dichte seiner jungen Jahre aus. Solche Arbeiten symbolisieren auch ein „Aussöhnen mit der Vergangenheit“ oder sind ein Akt des „Schliessens von Kreisen“.
So entsteht eine ganze Sammlung von Miniaturen, die alle auf dem gleichen Szenarium aufbauen: (Infra)Steff sitzt in der Tankstelle von Edward Hoppers Gemälde Gas. Am Rande der Zivilisation tüftelt er im Gas Station Studio an seiner Musik herum. Die Grafikern Silvia Gogesch setzt das Szenarium als Animation auf der Website steffsinger.ch um.

#### Spiellängen
Die „Chuzpe zum Dampfen bringen“ ist ein Ausspruch Signers in Bezug auf die oft kurze Spieldauer seiner Kompositionen, vor allem innerhalb seiner zeitgenössischen Werke. Sie haben oft die Spiellänge eines Rocksongs.
In Signers Werkliste gibt es aber genügend Kompositionen, die über eine dem üblichen Standard entsprechende Spieldauer verfügen: Orchestral Snack Music für Orchester, Rockband und Perkussionsensemble dauert etwa 60 Minuten, die Oper Später Nachmittag im Paradies etwa 120 Minuten, aber auch kammermusikalische Werke, Sammlungen oder Liederzyklen können 20 bis 30 Minuten dauern. Das kürzeste Stück, die Komposition Nevada für Klavier, hat eine Spieldauer von 54 Sekunden.

### Verbaler Ausdruck
Der verbale Ausdruck – das Verfassen von Texten verschiedener Art – nimmt in Signers Werk einen hohen Stellenwert ein.

#### Textautor
Erste ernstzunehmende Texte im Umfeld der Musik entstanden ab 1971. Sie behandeln und mystifizieren ein (romantisches) Hippie-Kommunenleben in einem Bauernhaus auf dem Land. Von dieser Stimmung geprägt, schreibt Signer eine grosse Anzahl Lieder im Appenzeller Dialekt, darunter den Holder Blues oder Häxe ond Zwerge. Solche „neu-appenzellische Lieder“ werden mit Violine, Gitarre, Bass und Schlagzeug intoniert und mit Spielzeuginstrumenten in einen improvisierten, an Free-Jazz erinnernden Rahmen gestellt.
Mit Hilfe eines Revox-Tonbandgerätes wurden auch die ersten absurden zeitkritischen oder bereits parodierenden Texte in Studio-Qualität aufgenommen, oft einer zeitgenössisch-klassischen Ausführung näher als einer populärmusikalischen. Das zeitgeistkritische Stück Bildstörung mit Sprechgesang wurde auf einem kleinen Kassettengerät aufgenommen und auf dem Revox erweiternd bearbeitet. Bei den Aufnahmen drückte Signer abwechslungsweise die Taste Aufnahme und Pause; die sich daraus ergebenden Tonschwankungen stellen eine Art „besoffenen Zustand“ dar.
Schreiben empfindet Signer als Standortbestimmung: In den eigenen Worten erkennen, wie er etwas tut, was er tut und wohin es gehen soll. 1972/73 – im Übergang vom Hippie zum zukünftigen Komponisten und parallel zum Komponieren von Musikstücken – schreibt er Manifeste und legt sich so seinen Fahrplan zurecht: Ansätze des „Komponierens im ‚freien Raum’“ und zur „Emanzipation der Instrumente“ sind darin erkennbar.
In den Bandleader-Jahren kann zwischen „innermusikalischen“ und „aussermusikalischen“ Texten unterschieden werden. Im innermusikalischen Bereich sind die Texte bis 1975 in deutscher Sprache abgefasst. Es sind meist zeitkritische Äusserungen im Medium der reflektierten Übertreibung. Der Hauptteil des musikalischen Repertoires besteht aus instrumentalen Kompositionen.
Ab 1976 – die Musik orientiert sich vermehrt an der anglo-amerikanischen Szene – sind die Texte zu den Songs in Englisch geschrieben. Verarbeitet sind meist Beobachtungen oder Erlebnisse aus dem Alltag, umgesetzt in einem witzigen, ironischen, auch absurden oder surrealen Modus. Die Form der Übertreibung kommt weiterhin zum Ausdruck.
Bis 1977 wird die Arbeit mit den Bands von Infra’s Depesche begleitet, eine Eilnachricht, die Signer an seine Musiker und die Presse verteilt. Darin thematisiert er den Status quo der Band, Nah- und Fernziele und nicht zuletzt komplexere Kompositionen.
Während der Komponisten-Jahre ab 1986 werden Texte anders angewendet. Im innermusikalischen Bereich, der sich zunehmend weniger vom aussermusikalischen unterscheidet, reduziert sich der Anteil eigener Texte auf drei Kompositionen. Neben einer grossen Anzahl von instrumentalen Kompositionen entstehen Liederzyklen, in denen Texte Dritter verarbeitet sind: In der Sammlung Ethic Trash sind Texte und Phrasen aus Werbeinseraten verwendet. Pate gestanden zu diesen Liedern haben Darius Milhaud mit seinen Machines agricoles, op. 56 (1919) mit Texten aus einem Katalog für landwirtschaftliche Maschinen. 1992 in Diet Pepsi & Nacho Cheese (Duck Down Press, Fallon Nevada, 1977) vertont Signer Gedichte von Nila NorthSun. Die dritte Inspirationsquelle, die vom Komponisten ausgeschöpft wird, heisst Dakota Days: Während den Arbeiten an den Sammlungen The Lost Weekend und Nothing without Fear, die auf der Grundlage eines Artikels im deutschen Nachrichtenmagazin Der Spiegel über Aids (Nichts geht mehr ohne Angst) im Winter 1992/93 entstehen, liest Steff Signer Stechäpfel, eine Anthologie mit Gedichten von Frauen aus drei Jahrtausenden, und eine Biographie über John Lennon. In letzterer ist eine Phase in Lennons Leben in der zweiten Hälfte der 1970er Jahre beschrieben, die er in grösster Zurückgezogenheit zusammen mit Yoko Ono und seinem Sohn Sean im Dakota Building in New York verbringt. Die Eindrücke der erwähnten Lektüre geben der Liedersammlung Dakota Days ihren Namen und lassen die Musik zu ausgewählten Gedichten aus Stechäpfel entstehen, komponiert für Gitarre, Banjo, Marimba, Vibraphon und Röhrenglocken.
Die Texte im Programm I Go to Turkey aus dem Jahr 2003 stammen einerseits aus türkischen Reiseführern; in türkischer und englischer Sprache. Andererseits verfasst Signer den umrahmenden Erzähltext in gebrochenem Deutsch selber und rezitiert ihn auch in der Rolle des Erzählers Sidir el Menachir.

#### Schriftsteller
Einen nochmals ganz anderen Stellenwert erhalten die Texte ab 2004, als sich Signer mehr und mehr als Schriftsteller versteht, und das Medium Text eigenständig, ohne Musik, erscheint. Zwar entstehen noch immer Lieder in einer neu-appenzellischen Tradition oder eigentliche Hörspiele im Talking Polka Blues-Stil oder in LSD-Volkstheater-Manier, die aber erst in zweiter Hinsicht mit Musik ergänzt werden. Der Talking Polka Blues ist eine appenzell-hinterländische Form des Rap oder Poetry Slam, aufbauend auf der Melodik und der Rhythmik des Dialektes. LSD-Volkstheater bezeichnet die assoziative Erzählform, die wie auf einem LSD-Trip abläuft: von einer emotionalen Wortladung gereizt, erfolgt ein assoziativer Übergang in die nächste et cetera. Doppelbedeutungen sind gewollt und gewünscht; auch der Kalauer kommt als Stilmittel zum Einsatz. Der Duktus des appenzellischen Dialektes hat seine Eigenarten. Die wortkarge Ausdrucksform ist durchsetzt von Kraft- und Fluchausdrücken, die eine eigenständige, emotionale Ausdruckskraft besitzen und oft mehr aussagen als ein ganzer Satz, der, sollte er angewendet werden, oft unvollendet bleibt.
Im Winter 2006/7 erfand Signer mit Hilfe der Digital Studio Workstation VS-840 von Roland seinen Piratensender Radio Bergwand und nahm so sein Textmaterial auf.
In der Folge manifestieren sich zwei Textstränge: Texte für Lieder, die 2014 als CD Highmatt erscheinen und vom Duo Sägerei-Buebe live aufgeführt werden, und Texte, die in Buchform gesammelt 2008 unter dem Titel Highmatt beim Limmat Verlag in Zürich veröffentlicht werden.
Die Texte ab 2004 bezeichnet Signer als Seelenprotokolle. Es sind alles sehr persönliche Bekundungen seines „Lebensumsatzes“. Im Ausdruck dem Blues verwandt, sind sie kaum mehr ironisch, surreal oder übertrieben.

#### Analytische Texte
Musikwissenschaftliche oder musikanalytische Betrachtungen oder Reflexionen seiner Arbeit als Komponist fehlen im Textrepertoire von Signer. Analytische Texte entstehen nur in Projektbeschrieben zuhanden von Anträgen für kulturelle Fördergelder. Schon anfangs der 1970er Jahre verstand sich Signer als Anwalt seiner eigenen Anliegen und übt sich darin, die abstrakte Sprache seiner Kunst in die technisch-monetäre zu übersetzen. Ab 1989 profitiert er in verschiedenen Mandaten als Produzent, Geschäftsführer oder Projektleiter von diesem Erfahrungswissen.

### Visueller Ausdruck
Die visuelle Ergänzung zur Musik oder als eigenständige Darstellungsform ist in Signers Leben schon früh präsent. In Ermangelung der Möglichkeit, als 14-Jähriger im bäuerlichen Hundwil eine eigene Band zu gründen, suchte der Sekundarschüler Stefan Signer den Ausweg in der Erstellung von Skizzen und Zeichnungen einer Wunschband. Als Kantonsschüler malte und zeichnete er „Pop-Art“, Bekleidungen, Accessoires, aquarellierte zu Songs (As tears go by von den Rolling Stones), abstrahierte Gegenstände in Plastilin oder erstellte Poster-Collagen von Vorbild-Bands wie den Kinks. Visuell erschuf er eine Welt, die für ihn noch nicht greifbar oder lebbar war.

#### Grafische Arbeiten
Ab 1971 entstanden erste grafische Arbeiten: entweder als Ergänzung zu einem Bandprojekt oder einer Komposition oder als eigenständiges Medium. Steff Signer profitierte dabei von der modernen Büro-Infrastruktur seines Vaters in Hundwil. Fotokopierer waren 1971 erst selten vorhanden. Die Maschine, die er 1971 verwendete, ist noch ein Nasskopierer. Signer experimentierte bis in die 1990er Jahre mit Fotokopierern. Ein Grossteil seiner künstlerischen Grafiken basieren auf der Elektrofotografie.
Neue Wege zeigten sich zwischen 1974 und 1976 im Umfeld des Grosser Samstag Orchesters. Marcel Zünd, Fotograf und Zeichner von Plakaten, begleitete die Aktivitäten bis hin ins Private. Ein koloriertes Foto aus dieser Zeit liegt der Komposition Der Orange Combi-Tick zugrunde.
Der Eintritt des Gitarristen und Grafikers Pierre Bendel in die Red Sandwich Combo im Jahr 1975 bescherte Signer einen „Hausgrafiker“ für die nächsten Jahre. Bendel ist Urheber des Red Devil; umgesetzt in zahlreichen Varianten und auf verschiedenen Trägermaterialien.
Für die Aufführung von Orchestral Snack Musik für Sinfonieorchester, Rockband und Perkussionsensemble 1980 entwarf Signer ein alternatives Plakat in Collagenform, dessen Inhalt sein Inspirations-Milieu seit 1970 zeigt: Motive von Mike Borgeaud, der 1970 den Namen Infra Steff erfunden hat, das Red-Devil-Band-Logo in einer chinesischen Variante oder der absurde Transistorradio „Toaster“, der 2011 wieder auf der Website steffsinger.ch erscheint.
Das Cover der LP Average, Sized An’ Empty (1980) von Steve Harding und Liz Fouliz ist schlicht und nostalgisch. Es greift in Typographie und Farben auf Produktionen der frühen 1960er Jahre zurück. Dargestellt ist der 16-jährige Steff Signer beim Sprenkeln des Rasens mit einem Wasserschlauch.

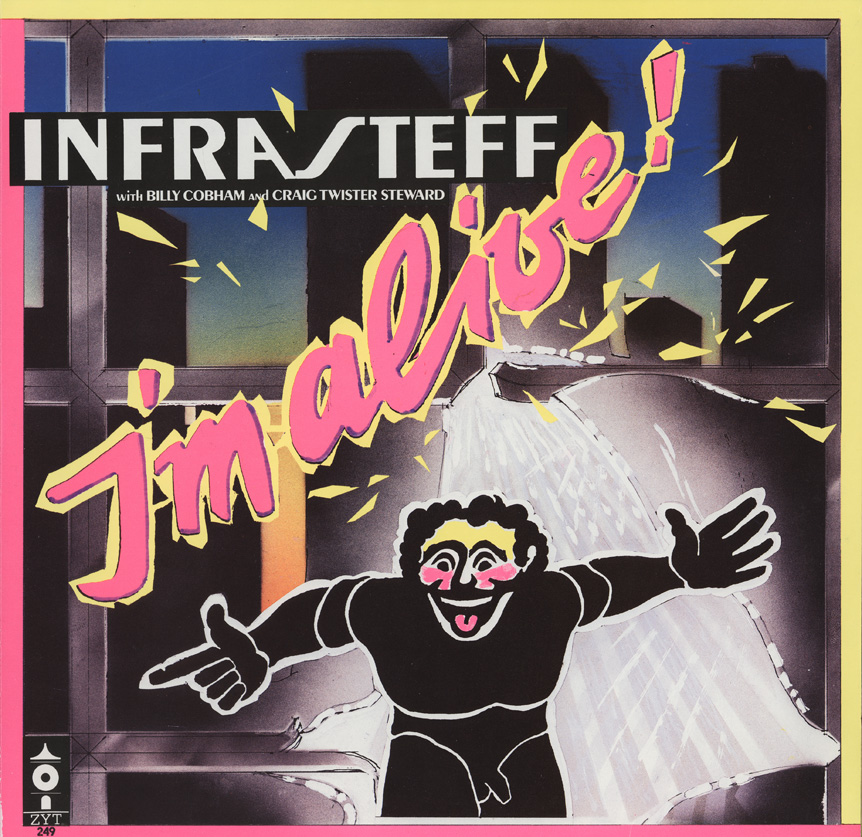
LP-Cover I’m Alive, 1984

Istvàn Deér entwarf und zeichnete das Cover von I’m Alive (1984) und gestaltete auch das Bühnenbild zur Tournee.
Das Cover zu More Music from the Gas Station (1988) zeigt Edward Hoppers Gemälde Gas. Die zusätzlichen Artworks, eine Roadmap, ein fluoreszierender Schlüsselanhänger und Briefpapier erstellte Cal Schenkel, jahrelang Grafiker von Frank Zappa.
1993 verlegte Signer auf seinem eigenen Label Wong-Records die CD Mouldy Figs (verschimmelte Feigen) und verwendete ein Bild aus einem alten Hausarzt-Buch: Eine Hand öffnet ein Auge und spült es aus. Ebenfalls unter Wong-Records erschien 1993 Signers auf dem Computer im Programm Finale erstelltes Piano Concert Nr. 1 mit Variationen von Abbildungen einer sogenannten Cheap Organ aus den 1960er Jahren.
Nach der Jahrtausendwende wechselte Signer auf das Medium Polaroid Kamera. In der Faszination für dieses Medium entstanden nicht nur die Konzepte für Highmatt, sondern auch Fotoserien für die visuellen Konzepte seiner weiteren Textarbeiten. Ein Produkt dieser Phase ist das Cover des Buches Highmatt: Signer in Zivilschutzuniform, den nackten Fuss auf einem Harass Appenzeller Bier, die Saz in der Hand.
Die CD Highmatt (2014) erschien mit einem klassischen Foto auf dem Cover, auf dem die Sägerei-Buebe Thomas Züllig und Steff Signer mit ihrem Instrumentarium vor einer von Signer verfremdeten Kantonsfahne posieren. Die Abbildungen stammen von Laura Signer, Fotografin und Tochter von Steff Signer.

#### Malerei
2009 entstand als eigenes Thema im Medium Malerei der Pläss, eine eigenständige bildnerische Umsetzung des Appenzeller Sennenhundes. Signer malt ihn abstrahiert mit dreieckigem gelbem Kopf und roten Augen. Der Stil ist „traditionell naiv“, in bewusster Nähe zur Art brut. Die Malgrundlagen sind zunächst „Villiger Original-Krumme-Schachteln“; später sind es dicke, handgeschöpfte Papiere. Anstelle von Pinseln verwendet Signer Streichhölzer und Finger, beschränkt die Farben auf Gelb (lederne Kniehosen der Appenzeller Sennentracht), Rot (Weste der Sennentracht), Blau (Seealpsee) und Schwarz (Seele). Jedes Bild ist beschriftet mit einem Begleitsatz in Appenzeller Mundart, mit einer Aussage oder einem Motiv und bringt so den Pläss in menschliche Gefühlsnähe: Pläss Subaru noosieche (Pläss rennt einem Subaru, dem typischen „Appenzeller Bauernauto“ der 1990er Jahre, nach). Später verwendet Signer auch die jiddische Sprache: Wek mi nit oif (Weck mich nicht auf).
2015 wurde der Pläss in Hengelo (Niederlande) an einer internationalen Art brut-Ausstellung präsentiert. Der Ursprung zu diesen Arbeiten, Tiere mit dreieckigen Köpfen, ist 1965 bei Signers Jugendwerken Katzen in der Nacht und Stier in der Arena zu finden. Es handelt sich hierbei um eine zufällige archivische Entdeckung, die viel von dem vorwegnimmt, was in Steff Signers Schaffen zu beobachten ist: das zyklische Verwenden von Motiven in Ton, Text und Bild.

## Ausgewählte Kompositionen
- Tico Tico Le Thema für Fagott, Trompete und Posaune oder Wind-Quintett – 1972
- Stiernackige Samstagnachmittags Vibrationen für Klarinette, Trompete, Violine und Schlagzeug – 1974
- Orchestral Snack Music für Symphonieorchester, Rockband und Percussionsensemble – 1980
- 29 Palms for Piano für Piano – 1981
- Slot Machine Maniac für Piano – 1981
- Does Jazz hurt? für 2 Marimbas und Schlagzeug – 1986
- Preston's day-off in St. Monica für Flöte, Klarinette, zwei Hörner und zwei Posaunen – 1986
- Jazz does not hurt – live does! für Kammerorchester – 1986/2003
- Trust me für Klavier – 1987
- Exercise for Guitar für Gitarre – 1987
- Meyer Lansky – 1947 für Klarinette und kleines Ensemble – 1987
- Nan's Luncheonette Part I für Perkussionsensemble und Klavier – 1987
- Trust me – in the Name of Reverend Kamm für Mezzosopran – 1987
- Theme for the Blue Moon Motor Court & Lodge für Mezzosopran und kleines Ensemble – 1987
- Nans's Luncheonette Part II für Blechbläser-Quartett – 1988
- Trust me – the Reader's Digest Version für Bläser-Quintett – 1988
- Agrochemical Exercises #1 für zwei Klaviere – 1988/2010
- Agrochemical Exercises #2 für Oboe, Fagott, Vibraphon und Klavier – 1988/2011
- Bar-B-Q with Oliver North für Baritonsax, Cheap Electric Organ/Piano, el. Gitarre, el. Bass, Drums & Perkussion – 1988
- The Sheriff's Collection für Wind-Quintett – 1989
- Does Jazz hurt? für zwei Marimbas und Drum Set – 1989
- Boulez Dream für Flöte, Violine, Violoncello und Perkussion – 1990
- Won Ton Night für Englischhorn, Fagott, Posaune, Mandoline, Piano und Tamburin – 1990
- Diet Pepsi & Nacho Cheese (Lieder) für Sopran und Klavier – 1991
- The Black & Blue Town für Klarinette und Piano – 1991
- The Beauty Salon, Kammeroper (unfinished) – 1991
- Später Nachmittag im Paradies, Kammeroper mit dem Libretto von Walter Müller & Herbert Gantschacher – 1992
- Piano Concert Nr. 1 – 1992
- Annada Question #1 für Mechanisches Klavier – 1992
- The Man and the Secrets, Monologe für Altflöte, Klarinette, Fagott, Horn und Klavier – 1993
- Dakota Days (Liedersammlung) für Sopran, Banjo, Gitarre, Marimba, Vibraphon und Röhrenglocken – 1993
- I go to Turkey für Sopran, Flöte und Klavier – 2002
- Lowbrow Snacks für Sopran, Flöte und Klavier – 2003
- Meet me at the Grill-O für Sopran, Flöte, Bass-Klarinette, Gitarre, Banjo, Klavier, Marimba und Maracas – 1975/1983/2003
- Jazz does not hurt – life does! für Piccolo, drei Saxes, drei Blech, Mandoline, Marimba, Vibraphon, Piano, el. Bass und Drums – 1989/2003
- On Tour with FZ für Gitarren-Quartett – 2004
- Akureyri Sadness für Flöte, Violine, Bratsche und Violoncello – 2009
- Absinth Kitchen für Oboe, Klarinette, Altsax (Horn), Bass-Klarinette und Fagott – 2009
- Delta Hotel Pain für Oboe, Klarinette, Altsax (Horn), Bass-Klarinette und Fagott – 2009
- Grand Café Bagatella für drei Saxes, drei Blech, Piano, el. Bass, Drums und Perkussion – 1972/2010
- Monsieur Le Tico Tico für drei Saxes, Fagott, drei Blech, Marimba, Vibraphon, Klavier, el. Bass, Drums und Perkussion, 1972/2010
- Moonlight Romance in Paris für drei Saxes, Fagott, drei Blech, Marimba, Vibraphon, Klavier, el. Bass, Drums und Perkussion – 1972/2010
- Hot Dog Music für drei Saxes, Fagott, drei Blech, Marimba, Vibraphon, Klavier, el. Bass, Drums und Perkussion – 1986/2010
- Ethic Trash (Liedersammlung) für Mezzosopran und Klavier – 1987/2010
- Grand Café Bistro de Paris für drei Saxes, Fagott, drei Blech, Piano, el. Bass, Drums und Perkussion – 1989/2010
- Ant Bear Muller's Hot Garage für drei Saxes, Posaune, Mandoline, Marimba, Organ, el. Bass und Drums – 2010
- On Safari with Igor für drei Saxes, Posaune, Mandoline, Marimba, Organ, el. Bass und Drums – 2010
- Lost in the library für Flöte, Oboe und Fagott – 2010
- Gas Station Reprise #1 für Trompete, Horn, Bass-Trombone, Tuba, Mandoline, Marimba und Schlagzeug – 1978/2010
- Gas Station Reprise #2 für Trompete, Horn, Bass-Trombone, Tuba, Mandoline, Marimba und Schlagzeug – 2010
- Prelude to the afternoon (of a member of the Mother's of Invention) für Kammerorchester – 1977/1988/2010
- Sinless Electric Plastic Jesus für Kammerorchester – 1989/2010
- The Arrow für Trompete, Horn, Posaune, Tube, Piano und Bariton – 2017
- Balancing Still Lives – drei Miniaturen für Mandoline, Harmonium und Bariton – 2017

## Diskografie
- Infra Steff's Grosser Samstag Orchester – POP – Made in Switzerland – Mai 1975 (Sampler)
- Infra Steff's Red Devil Band / Tico Tico Strings and the Mouldy Figs Brass Section – Rock Jazz, Vol. 3, Augst – Juni 1978 (Sampler)
- Infra Steff's Red Devil Band – I Ain’t Gonna Work No More at the Gas Station – Juni 1979 (LP)
- Infra Steff's Red Devil Band – Average, Sized an' Empty – April 1980 (LP)
- Infra Steff's Red Devil Band – Open-Air Arbon – Juni 1982 (Sampler)
- Infra Steff's Red Devil Band – Live im Picadilly – 1982 (Sampler)
- Infrasteff with Billy Cobham and Craig Twister Steward – I'm Alive – April 1984 (LP)
- Suzy Wong Hotel – Tonight – Oktober 1985 (LP)
- Infrasteff – More Music from the Gas Station – April 1988 (LP/CD), 2. Auflage 1993
- Infrasteff – Mouldy Figs – 1993 (CD)
- Infrasteff – Piano Concert Nr. 1, The Icebreaker Concerto – April/Mai 1993 (CD)
- Steff Signer / Sägerei-Buebe (Stefan Signer und Thomas Züllig) – Highmatt – Januar 2014 (CD)

## Bücher
- Stefan Signer: Highmatt. Allerlei schräge Geschichten, Traktate, Seelenprotokolle, Sprüche und Lieder aus dem Hinterland. Limmat Verlag, Zürich 2008, ISBN 978-3-85791-560-4.
- „Ich wäre überall und nirgends.“ Appenzeller Anthologie. Literarische Texte seit 1900. Herausgegeben von Rainer Stöckli und Peter Surber. In Zusammenarbeit mit Eva Bachmann, Heidi Eisenhut, Doris Ueberschlag und Peter Weber. Appenzeller Verlag, Schwellbrunn 2016, ISBN 978-3-85882-733-3.

## Auszeichnungen
- 1. Preis bei den Schweizerischen Jazz & Rock Festivals – 1977 und 1978
- Werkbeitrag Musik der Ausserrhodischen Kulturstiftung – 1991